# François-Martin Lebrun
François-Martin Lebrun est un architecte français, pionnier de l'emploi du ciment dans la construction, est né le 26 avril 1799 à Castres, et mort le 9 décembre 1849.

## Biographie
François-Martin Lebrun est issu d'une famille d'architectes et d'entrepreneurs. Il succède à son père comme architecte de la ville de Castres, entre 1826 et 1831.
Sa lecture du livre de Louis Vicat sur les chaux hydrauliques va l'amener à s'intéresser à l'utilisation de ce matériau. De son aveu, l'observation des constructions locales en pisé et des édifices romains ont orienté son intérêt pour l'utilisation du ciment. Il a été le premier architecte à utiliser le béton dans la construction.
Avec son frère, Jean-Auguste Lebrun, entrepreneur « des Ponts et Chaussées », il a construit deux fabriques de chaux hydraulique, à Bourret et Montain, dans le Tarn-et-Garonne, puis une fabrique de ciment hydroplastique spécialisée dans les moulages de pièces préfabriquées en ciment, à Marssac,.
En 1828, il a construit avec ce matériau la maison de son frère à Marssac-sur-Tarn, près d'Albi, dans le Tarn.
Avec son frère François-Martin Lebrun mis au point des ornements en ciment hydroplastique. Ces produits en ciment étaient réalisés dans des moules en fonte. Tous les deux, ils ont fait de nombreux essais sur leurs produits en essayant de les améliorer. Par exemple, constatant que les enduits se fendent au bout de trois ans, ils inventent un appareil pour comprimer les couches de ciment. Un brevet d'invention est pris le 13 novembre 1844, auquel sont venus s'ajouter 9 additions jusqu'en 1861.
En 1832, il a construit l'hôtel de ville de Gaillac. Il utilise sa méthode de construction pour la réalisation des voûtes. C'est la première utilisation du béton dans une construction civile.
En 1834-1835, il a construit deux écoles primaires avec des murs en béton, à Saint-Aignan et Castelferrus.
Il a publié en 1835 une brochure Méthode pratique pour l'emploi du béton en remplacement de toute autre espèce de maçonneries dans les constructions en général en remplacement de toute autre emploi de matériau dans les constructions. Il obtient la médaille d'argent de la Société d'encouragement pour l'industrie nationale en 1836.
À la suite de cette publication, le préfet de Tarn-et-Garonne lui a demandé de construire en béton non armé un ponceau sur le ruisseau de Dagram, à Villemade, dans une lettre datée du 12 mars 1835. Dans le rapport qu'il fait dans son livre, François-Martin Lebrun indique les différents incidents que cette construction a connus : pluies, gelées. L'ouvrage a finalement été réalisé en 1836. Il a encore construit deux ponts en béton non armé.
Il a alors demandé au ministre des Travaux publics l'autorisation de réaliser à ses frais un pont monolithe en béton, à Grisolles, sur la canal latéral à la Garonne. L'accord est donné par le ministre le 24 mars 1840 après un rapport du Conseil général des ponts et chaussées. Ce pont a été réalisé entre juin et septembre 1840. Le cintre en brique qui supportait la voûte a été démoli en janvier 1841. Ce pont a 12 mètres d'ouverture et une largeur de 6 m. L'Académie des sciences a étudié son rapport sur la construction de ce pont en 1842 et l'a adopté en le remerciant.

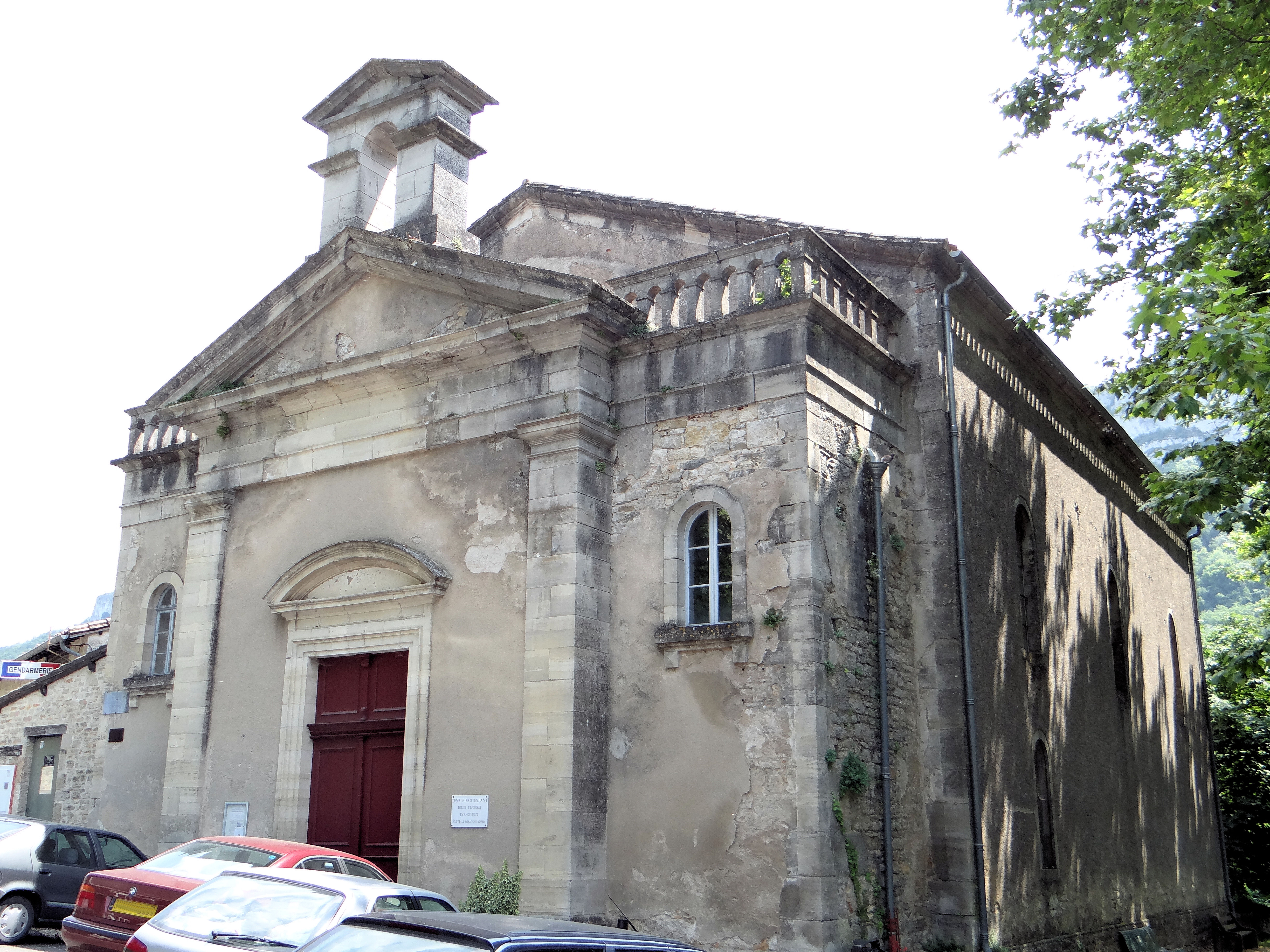
Temple protestant de Saint-Antonin-Noble-Val

En 1836, ses réussites dans l'emploi du béton dans la construction l'ont conduit à réaliser en béton non armé le temple protestant de Corbarieu,,.
Il a construit une halle à Castres en 1837.
Entre juin et septembre 1840, il construit un pont qui enjambe la Garonne à proximité de Grisolles. Le pont, d’une portée de 12 m et d’une largeur de 6 m, est exécuté à l’aide de béton à chaux hydraulique. L’ouvrage est considéré comme remarquable par la rapidité de sa réalisation (4 mois) et par son faible coût de construction (2600 Fr).
Il va être « architecte des communes et des établissements de bienfaisance » entre 1838 et 1841, avant d'être nommé architecte du département de Tarn-et-Garonne entre 1846 et 1848.
Avec Eugène Viollet-le-Duc et Théodore Olivier, il est chargé de la restauration de la maison consulaire de Saint-Antonin-Noble-Val entre 1845 et 1851.
Il a donné les plans la construction du temple de l'église reformée évangélique de Saint-Antonin-Noble-Val en 1846. La construction a été terminée après sa mort, en 1882 par Théodore Olivier, architecte diocésain. En 1848 il intervient sur l'église Saint-Grégoire de Varen en réalisant la voûte de la nef et en agrandissant le chœur.
Il a été l'architecte chargé de l'entretien de la cathédrale de Montauban jusqu'à sa mort.

## Distinction
- Chevalier de la Légion d'honneur

## Divers
Une rue de Marssac-sur-Tarn porte son nom.

## Publications
- Méthode pratique pour l'emploi du béton en remplacement de toute autre espèce de maçonneries dans les constructions en général , chez Carilian-Goeury, Paris, 1835 (lire en ligne)
  - (de) Der Steinmörtel. Nübling, Ulm 1837
- Traité pratique de l'art de bâtir en béton, ou Résumé des connaissances actuelles sur la nature et les propriétés des mortiers hydrauliques et bétons ; et exposition des procédés à suivre pour employer cette espèce de maçonnerie, en remplacement de toute autre, dans les travaux publics et dans les constructions particulières, chez Carilian-Goeury et Vve. Dalmont, Paris, 1843 (lire en ligne)
  - (de) Praktische Abhandlung über die Kunst mit Beton zu bauen, traduction avec des commentaires de A. L. Crelle, Reimer, Berlin, 1844